# Transardània
Transardània va ser un grup de música que combinava el jazz, la música tradicional catalana i la cobla. Sorgeix arran de la creació de deu obres, anomenades Transardanes, que Marcel Casellas realitza el juliol de 1987.
Segons Casellas, es tractava de «deu peces que pel compàs, l'estructura i els trets formals de la melodia es podien relacionar genèricament amb la sardana curta, però alhora, per l'harmonització, els espais destinats a la improvisació i la instrumentació, tenien un caient més aviat jazzístic». El sextet musical que es va configurar per interpretar-les va representar-les, juntament amb la Cobla Neàpolis, en el Festival Internacional de Música Popular Tradicional de Vilanova i la Geltrú (FIMPT). Cap instrument de cobla formava part del grup, ja que la intenció de Casellas «era atraure els músics de jazz a casa nostra cap a ritmes i melodies de procedència aborigen, i no pas els músics de cobla cap al jazz».
Dos anys després de la dissolució del grup (1992), el Festival Internacional de Música Popular Tradicional de Vilanova i la Geltrú va promoure la producció d'un compacte que recordés l'esmentat concert. Per aquesta gravació, que també es va anomenar Transardània, Casellas va decidir crear una formació mixta, que també inclogués instruments de cobla, saxofons, piano, guitarra, bateria i percussions llatines. El CD es va presentar a l'Espai de Música i Dansa de Barcelona.
El 21 de febrer de 2012 es va celebrar un concert commemoratiu a l'Auditori de Barcelona. En aquesta ocasió, Marcel Casellas exercí de director i contrabaix, Oriol Pidelaserra com a pianista, Boris Pi a la bateria i Pau Puig a la dolçaina. El concert també va comptar amb la col·laboració d'alumnes de Departament de Música tradicional, clàssica i contemporània, i Jazz i música moderna, de l'ESMUC.
| • Transardània (1992) |
| --- |
| 1. Conferència a Normandia 2. Rouen, ciutat pubilla 3. Prefixe 35 4. El mes més llarg 5. Estrena al Departament Atlàntic 6. L'amiga d'Istanbul 7. La miranda dels ecos 8. Boires als portillons 9. Inxa lliure 10. Port-bou a les nou |